# しいの食品
株式会社しいの食品（しいのしょくひん　英：SHIINO FOODS CO.,LTD.）は、神奈川県小田原市に本社を置く農水産品などの製造・販売を行っている企業。

## 会社概要
- 商号 - 株式会社しいの食品
- 創業年 - 1894年（明治27年）
- 本社所在地 - 神奈川県小田原市成田939

## 会社沿革
- 1894年（明治27年）　初代 椎野松五郎、漬物、みかん、砂糖の卸問屋として丸松中村屋・椎野松五郎商店を創業
- 1939年（昭和14年）8月　二代 椎野茂 椎野松五郎を襲名
- 1947年（昭和22年）11月　株式会社に組織変更。椎野食品工業株式会社として発足
- 1949年（昭和24年）10月　｢かつを酒盗｣発売開始
- 1958年（昭和33年）8月　｢まぐろ酒盗｣発売開始
- 1961年（昭和36年）9月　本社工場を小田原市酒匂に新設
- 1963年（昭和38年）10月　｢山ろく漬｣発売開始
- 1964年（昭和39年）3月　小梅工場を山梨市小原東に新設
- 1967年（昭和42年）8月　三代 椎野栄一 社長に就任
- 1971年（昭和46年）10月　小梅工場を山梨市一丁田中に移転
- 1972年（昭和47年）3月　社名を株式会社しいの食品に改称。本社工場を小田原市飯泉に建設
- 1973年（昭和48年）4月　直営店しいのを湯本富士屋ホテルに開店
- 1979年（昭和54年）7月　営業センターを小田原市酒匂に開設
- 1980年（昭和55年）10月　直営店しいのを箱根園に開店
- 1985年（昭和60年）5月　小田原市栄町にジャルダンビル完成。6階に分室を設置
- 1993年（平成5年）1月　平成4年度神奈川県優良工場に指定される
- 1995年（平成7年）4月　新本社工場をテクノランド小田原工業団地に建設
- 1995年（平成7年）7月　営業センターを小田原市飯泉に移転
- 2000年（平成12年）6月　インターネットによる商品販売開始
- 2000年（平成12年）9月　わっぱやをRobinson's小田原に開店
- 2003年（平成15年）4月　ISO9001認証取得
- 2003年（平成15年）8月　Bar 7thNESTをジャルダンビル7階に開店
- 2004年（平成16年）2月　四代 椎野雅之 社長に就任
- 2005年（平成17年）4月　わっぱやを富士スピードウェイに開店
- 2005年（平成17年）6月　わっぱやを小田原ラスカに開店
- 2007年（平成19年）3月　創立60周年記念社員総会を開催
- 2007年（平成19年）4月　しいの大阪オフィス開設
- 2010年（平成22年）4月　しいのわっぱやを東名EXPASA足柄上り線に開店
- 2010年（平成22年）8月　佐野実プロデュース店、創彩麺家 野の実を東名EXPASA足柄上り線に開店。わっぱやを東名EXPASA足柄下り線に開店
- 2011年（平成23年）9月　ステーキ ジャルダン シーフード＆もんじゃをジャルダンビル6階に開店
- 2011年（平成23年）11月　佐野実プロデュース店 湘南 野の実と、しいのマルシェをTerrace Mall(テラスモール)湘南に開店
- 2013年（平成25年）3月　わっぱやRobinson's小田原店をわっぱや西武小田原店へ名称変更
- 2014年（平成26年）6月　わっぱやをラスカ平塚に開店
- 2014年（平成26年）11月 La Masa(ラ マーサ)をHaRuNe小田原に開店
- 2016年（平成28年）1月 直営店しいのを茶屋本陣畔屋に開店
- 2018年（平成30年）3月 直営店『らぁ麺MORIZUMI』をEXPASA足柄SA上りに開店
- 2018年（平成30年）3月 直営店『小田原わっぱや』をイオンモール座間に開店
- 2020年（令和2年）6月 冷凍倉庫を小田原市酒匂に建設
- 2022年（令和4年）4月 EXPASA足柄（下り）わっぱや「海鮮半割わっぱ 桜えびしらす」がSA最新グルメ第１位として“もしもツアーズ”で紹介

## 事業内容
- 農水産品の製造加工および卸売り・外食産業